# Endorphine

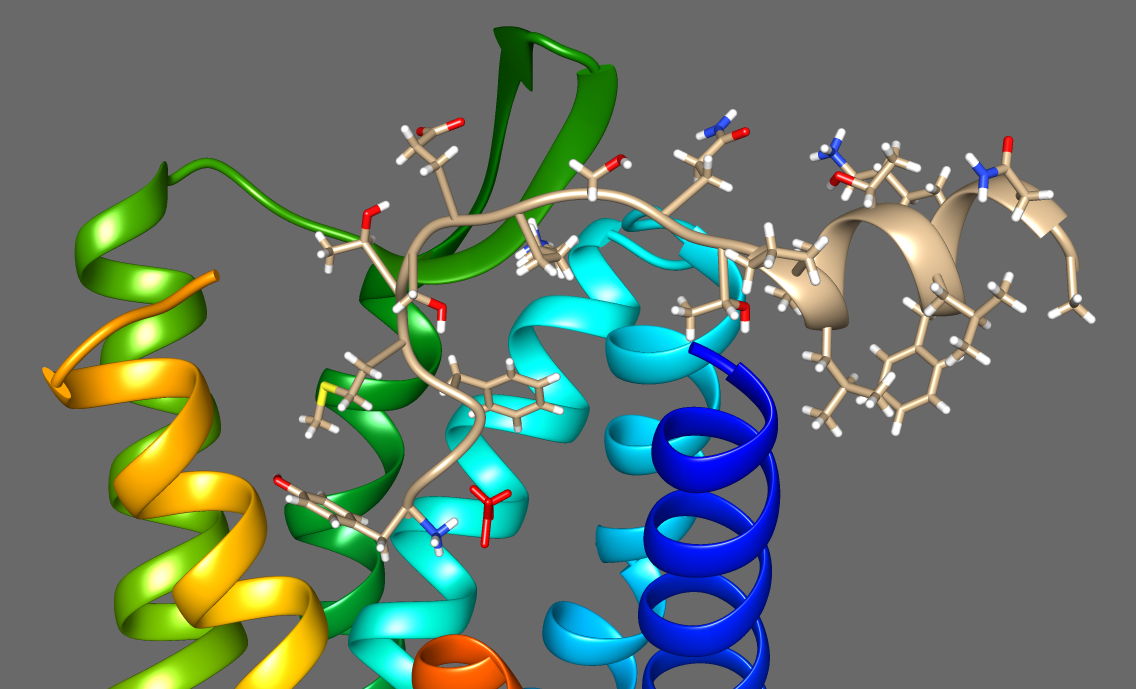
β-Endorphin am μ-Opioidrezeptor gebunden

Endorphine sind körpereigene Opioidpeptide, die in der Hypophyse und im Hypothalamus von Wirbeltieren produziert werden. Endorphine entstehen als Zerlegungsprodukte dreier Präkursor-Proteine – es werden nämlich
- Proenkephalin-A in verschiedene Enkephaline
- Proenkephalin-B in Dynorphine und
- Proopiomelanocortin unter anderem in α/β/γ/σ-Endorphin und Met-Enkephalin zerlegt.

Das Wort Endorphin ist eine Wortkreuzung aus endogenes Morphin mit der Bedeutung ‚ein vom Körper selbst produziertes Opioid‘.

## Entdeckungsgeschichte
Opiate und Opioide gehören zu einer definierten Substanzgruppe, die wegen ihrer schmerzstillenden Wirkung von großer Bedeutung ist, deren Missbrauch andererseits zur Abhängigkeit führt. Als ab Mitte der 1960er Jahre der Missbrauch in den USA und in den westlichen Ländern zunahm, wurden Anstrengungen unternommen, den Wirkungsmechanismus der Opioide aufzuklären. Damals suchten die Forscher nach den natürlichen Liganden, die alsdann 1973 von Solomon H. Snyder, Candace B. Pert, Lars Terenius und anderen unabhängig voneinander nachgewiesen wurden. An die Opioidrezeptoren des Gehirns dockten auch die exogen verabreichten Opioide an. Nachgewiesen wurden die Endorphine schließlich im Jahr 1975 von den schottischen Forschern John Hughes und Hans Walter Kosterlitz im Zwischenhirn des Schweines. Der erste gebräuchliche Name war deswegen auch Enkephaline (vom griechischen Wort en-kephalos, „im Kopf“).

## Chemie
Chemisch gesehen handelt es sich um kurze Neuropeptide, die sich an Opioidrezeptoren binden. Endorphine besitzen als gemeinsames Strukturmerkmal eine Peptidgruppe mit vier Aminosäuren (Tetrapeptid) der Sequenz Tyrosin-Glycin-Glycin-Phenylalanin (im Bsp. unten fett). Die ersten im Labor synthetisierten Opioidpeptide waren Methionin-Enkephalin und Leucin-Enkephalin.
Aminosäuresequenzen von
- α-Endorphin: Tyr-Gly-Gly-Phe-Met-Thr-Ser-Glu-Lys-Ser-Gln-Thr-Pro-Leu-Val-Thr-OH[6]
- β-Endorphin: Tyr-Gly-Gly-Phe-Met-Thr-Ser-Glu-Lys-Ser-Gln-Thr-Pro-Leu-Val-Thr-Leu-Phe-Lys-Asn-Ala-Ile-Ile-Lys-Asn-Ala-Tyr-Lys-Lys-Gly-Glu-OH.[7]
- γ-Endorphin: Tyr-Gly-Gly-Phe-Met-Thr-Ser-Glu-Lys-Ser-Gln-Thr-Pro-Leu-Val-Thr-Leu-OH[6]

## Physiologie
Endorphine regeln Empfindungen wie Schmerz (Algesie) und Hunger. Sie stehen in Verbindung mit der Produktion von Sexualhormonen und werden mitverantwortlich gemacht für die Entstehung von Euphorie. Das Endorphinsystem wird unter anderem in Notfallsituationen aktiviert. Früher wurde angenommen, dass die Endorphinausschüttung der Grund sei, warum manche schwer verletzte Menschen zunächst keine Schmerzen verspüren. Neuere Erkenntnisse weisen darauf hin, dass das aus der Hypophyse in die freie Blutbahn freigesetzte beta-Endorphin (1-31) zwar an Opioidrezeptoren bindet, aber keine Analgesie vermittelt. Dies schließt aber nicht aus, dass beta-Endorphin (1-31) in anderen Medien (Liquor, Geweben) eine analgetisch wirkende Komponente besitzen könnte (dies konnte jedoch bisher noch nicht explizit gezeigt werden).
Bestimmte körperliche Anstrengungen (siehe Runner’s High) und Schmerzerfahrungen können möglicherweise durch die Ausschüttung von Endorphinen ein Glücksempfinden hervorrufen. Diese Wirkung wird inzwischen medizinisch anerkannt; sie wird individuell sehr unterschiedlich erlebt.

## Wirkung, Rezeptoren
Opioidrezeptoren für Endorphine und andere Opioide finden sich beispielsweise in der grauen Substanz des Rückenmarks. Weiterhin sind sie auch an vegetativen Synapsen und anderen Gehirnbereichen zu finden. Selbst in peripheren Strukturen wie beispielsweise Gelenken gibt es wahrscheinlich Opioidrezeptoren.
Im Rückenmark wird bei Erregung der Endorphinrezeptoren ein Schmerzreiz unterdrückt, wenn er über die zuführenden (afferenten) Nerven im Rückenmark ankommt und umgeschaltet und ins Gehirn weitergeleitet werden soll.
Der genaue Wirkmechanismus der Endorphine ist noch nicht in allen Details geklärt. Man weiß aber, dass Endorphine die dopaminerge Erregungsleitung manipulieren können. Die Ausschüttung von Dopamin in den synaptischen Spalt wird verstärkt.